# Bond Gideon
Bond Gideon (geboren in Corpus Christi) is een Amerikaans actrice. Zij speelde de rol van luitenant Claire Reid in de televisieserie Operation Petticoat.

## Filmografie
- Slick Silver (1974)
- Storyville (1974)
- Stepsisters (1974)
- Gold of the Amazon Women (1979)
- The Nude Bomb (1980)

## Televisieseries
- Operation Petticoat (1977-1978), 23 afleveringen
- Blansky's Beauties (1977)
- Police Woman (1977)
- Fantasy Island (1978)
- The Young and the Restless (1980)